# Kreis Nagykáta
Nagykáta (ungarisch Nagykátai járás) ist ein Kreis im Osten des zentralungarischen Komitats Pest. Er grenzt im Süden an den Kreis Cegléd, im Westen an die Kreise Monor und Vecsés sowie im Norden an den Kreis Gödöllő. Im Osten und Südosten bildet das Komitat Jász-Nagykun-Szolnok mit den Kreisen Jászberény und Szolnok die Komitatsgrenze.

## Geschichte
Der Kreis ging während der ungarischen Verwaltungsreform Anfang 2013 unverändert als Nachfolger des gleichnamigen Kleingebiets (ungarisch Nagykátai kistérség) hervor.

## Gemeindeübersicht
Der Kreis Nagykáta hat eine durchschnittliche Gemeindegröße von 4.581 Einwohnern auf einer Fläche von 44,38 Quadratkilometern. Die Bevölkerungsdichte liegt unter dem Wert des gesamten Komitats. Der Kreissitz befindet sich in der größten Stadt, Nagykáta, im Osten des Kreises gelegen.
| 16 Gemeinden       | Status       | Herkunft Kleingebiet | Einwohnerzahl | Einwohnerzahl | Einwohnerzahl | Fläche (km²) | Bevölkerungs- dichte (Ew./km²) |
| 16 Gemeinden       | Status       | Herkunft Kleingebiet | 01.10.2011    | 01.01.2013    | 01.01.2016    | 01.01.2016   | Bevölkerungs- dichte (Ew./km²) |
| ------------------ | ------------ | -------------------- | ------------- | ------------- | ------------- | ------------ | ------------------------------ |
| Farmos             | Gemeinde     | Nagykáta             | 3.506         | 3.507         | 3.427         | 40,12        | 85,4                           |
| Kóka               | Gemeinde     | Nagykáta             | 4.338         | 4.316         | 4.306         | 44,36        | 97,1                           |
| Mende              | Gemeinde     | Nagykáta             | 4.131         | 4.133         | 4.189         | 27,15        | 154,3                          |
| Nagykáta           | Stadt        | Nagykáta             | 12.467        | 12.576        | 12.384        | 81,61        | 151,7                          |
| Pánd               | Gemeinde     | Nagykáta             | 1.967         | 2.006         | 1.932         | 22,21        | 87,0                           |
| Sülysáp *          | Stadt        | Nagykáta             | 8.195         | 8.188         | 8.280         | 47,19        | 175,5                          |
| Szentlőrinckáta    | Gemeinde     | Nagykáta             | 1.888         | 1.915         | 1.887         | 20,15        | 93,6                           |
| Szentmártonkáta ** | Großgemeinde | Nagykáta             | 4.893         | 4.905         | 4.842         | 52,18        | 92,8                           |
| Tápióbicske        | Gemeinde     | Nagykáta             | 3.404         | 3.331         | 3.360         | 48,48        | 69,3                           |
| Tápiógyörgye       | Gemeinde     | Nagykáta             | 3.445         | 3.461         | 3.348         | 53,31        | 62,8                           |
| Tápióság           | Gemeinde     | Nagykáta             | 2.601         | 2.586         | 2.566         | 33,54        | 76,5                           |
| Tápiószecső        | Großgemeinde | Nagykáta             | 6.177         | 6.162         | 6.039         | 38,38        | 157,3                          |
| Tápiószele         | Stadt        | Nagykáta             | 5.914         | 5.992         | 5.869         | 36,99        | 158,7                          |
| Tápiószentmárton   | Großgemeinde | Nagykáta             | 5.242         | 5.298         | 5.144         | 102,91       | 50,0                           |
| Tóalmás            | Gemeinde     | Nagykáta             | 3.210         | 3.219         | 3.216         | 39,35        | 81,7                           |
| Úri                | Gemeinde     | Nagykáta             | 2.581         | 2.573         | 2.511         | 22,19        | 113,2                          |
| Kreis Nagykáta     |              |                      | 73.959        | 74.168        | 73.300        | 710,12       | 103,2                          |

* Die Großgemeinde Sülysáp erhielt am 15. Juli 2013 das Stadtrecht.

** Die Gemeinde Szentmártonkáta wurde Mitte 2013 zu Großgemeinde (Nagyközség) erklärt.